# G-Funk
G-Funk (zkratka pro Gangsta funk) je hip hopový podžánr, který se vyvinul na začátku 90. let na západním pobřeží Spojených států amerických.

## Historie
Mezi inovátory G-Funku patří především Dr. Dre, který nesamploval funkové skladby, ale místo toho si přizval studiové hudebníky do své skladby, aby naživo zahráli požadovanou část.' Žánr definuje pomalejší tempo, melodické syntezátory a hypnotické groove, hluboký basový zvuk a příležitostné samply p-funkových skladeb. Mezi nejčastější témata gangsta-funku patří „klasická“ témata gangsta rapu, to znamená: sex, drogy, ženy a násilí.

## Interpreti
- Dr. Dre
- Snoop Dogg
- Eazy-E
- N.W.A.
- Nate Dogg